# Kashaya
El kashaya (també pomo del sud-oest, Kashia) és una llengua pomo del Nord de Califòrnia parlada per una fracció del poble pomo la llar històrica dels quals era a la Costa del Pacífic del que avui és Comtat de Sonoma (Califòrnia), i també es troba seriosament en perill. Les llengües pomo han estat classificades com a part del hoka (encara que l'estat del mateix hoka és controvertit). El nom Kashaya correspon a les paraules en les llengües veïnes amb significats com "hàbil" i "jugador expert". És parlat per la banda Kashia d'indis pomo de la ranxeria Stewart Point.

## Fonologia

### Vocals
El kashaya té cinc vocals, que poden ser curtes i llargues.
|                | Curta     | Curta | Llarga | Llarga |
| Frontal        | Posterior | Front | Back   |        |
| -------------- | --------- | ----- | ------ | ------ |
| Alta (tancada) | i         | u     | iː     | uː     |
| Mitjana        | e         | o     | eː     | oː     |
| Baixa (oberta) | a         | a     | aː     | aː     |

La longitud de la vocal és contrastiva en parelles com ʔihya "os" versus ʔihya: "vent", i dono "turó, muntanya" versus dono: "cim".

### Consonants
El kashaya té les consonants que es mostren a la taula de sota, seguint l'estil de la transcripció establert per Oswalt (1961). La lletra c representa l'africada /t͡ʃ/, que sona fonològicament com una palatal. Les coronals no difereixen tant en la ubicació del contacte contra la part superior de la boca com en la configuració de la llengua. La dental t és descrita per Oswalt (1961) com a post-dental entre antics parlants però com a interdental entre parlants més joves fortament influenciats per l'anglès, similar al lloc d'articulació de /θ/. Aquesta oclusiva dental té una articulació laminar potser millor transcrita en IPA com a /t̻/. L'oclusiva alveolar ṭ és una articulació apical, més precisament /t̺/. Per als parlants més joves s'assembla a posició t anglesa. Aquesta taula tracta aspirades i glotalitzades sonorants com a segments individuals; Oswalt les analitzà com a seqüències d'una sonorant més /h/ o /ʔ/, de la qual sovint deriven.
|            |              | Labial | Dental  | Alveolar | Palatal  | Velar | Uvular | Glotal |
| ---------- | ------------ | ------ | ------- | -------- | -------- | ----- | ------ | ------ |
| Oclusiva   | plana        | p      | t [t̻]   | ṭ [t̺]    | c [t͡ʃ]   | k     | q      | ʔ      |
| Oclusiva   | aspirada     | pʰ     | tʰ [t̻ʰ] | ṭʰ [t̺ʰ]  | cʰ [t͡ʃʰ] | kʰ    | qʰ     |        |
| Oclusiva   | ejectiva     | pʼ     | tʼ [t̻ʼ] | ṭʼ [t̺ʼ]  | cʼ [t͡ʃʼ] | kʼ    | qʼ     |        |
| Oclusiva   | Sonora       | b      |         | d [d̺]    |          |       |        |        |
| Fricativa  | Sonora       | (f)    |         | s        | š [ʃ]    |       |        | h      |
| Fricativa  | ejectiva     |        |         | sʼ       |          |       |        |        |
| Nasal      | plana        | m      |         | n        |          |       |        |        |
| Nasal      | aspirada     | mʰ     |         | nʰ       |          |       |        |        |
| Nasal      | glotalitzada | mʼ     |         | nʼ       |          |       |        |        |
| Aproximant | plana        | w      |         | l (r)    | y [j]    |       |        |        |
| Aproximant | aspirada     | wʰ     |         | lʰ (rʰ)  | yʰ [jʰ]  |       |        |        |
| Aproximant | glotalitzada | wʼ     |         | lʼ (rʼ)  | yʼ [jʼ]  |       |        |        |

Les consonants /f, r/ només es troben en préstecs; degut a la influència de l'anglès els préstecs de l'espanyol i el rus reben una pronunciació de /r/ com en là'anglès americà. Les oclusives sonores /b, d/ són la realització de /mʼ, nʼ/ en posició inicial de síl·laba.

## Notables parlants kashaya
- Langford "Lanny" Roger Pinola (25 d'abril de 1938- 21 d'abril de 2003) va viure a la reserva Kashaya fins als sis anys.[4]
- Essie Pinola Parrish (1902–1979), destacada cistellaire, educà nens kashaya children en la llengua i "compilà un diccionari pomo kashaya treballant amb Robert Oswalt, un acadèmic de Berkeley estudiós de camp de les llengües ameríndies."[5]